# Klaus Altmann (Mathematiker)
Klaus Altmann (* 1957 in Berlin) ist ein deutscher Mathematiker, der sich mit algebraischer Geometrie befasst.
Altmann besuchte als Schüler bis 1975 das Heinrich-Hertz-Gymnasium in Berlin, wobei er auf der Internationalen Mathematikolympiade 1974 Bronze und 1975 Silber gewann, und studierte Mathematik an der Humboldt-Universität Berlin, an der er 1982 sein Diplom erhielt und 1986 bei Gerhard Pfister promoviert wurde (Äquisinguläre Deformationen von isolierten Hyperflächensingularitäten im {\displaystyle \mathbb {C} ^{3}}). Er war an der Cornell University, der Humboldt-Universität (Habilitation 1995, Deformations of affine torus varieties) und der Technischen Universität Kaiserslautern tätig. Seit 2002 ist er Professor an der FU Berlin und leitet dort die Arbeitsgruppe Algebraische Geometrie.
Seine Forschung befasst sich unter anderem mit Deformation von Singularitäten auf torischen Varietäten.

## Schriften
- Deformations of affine torus varieties. In: Beiträge zur Algebra und Geometrie. Band 34, Nr. 1, 1993, S. 119–150
- Minkowski sums and homogeneous deformations of toric singularities. In: Tohoku Math. J. Band 47, 1995, S. 151–184
- Infinitesimal deformations and obstructions for toric singularities. In: J. Pure Appl. Algebra. Band 119, 1997, S. 211–235
- The versal deformation of an isolated, toric Gorenstein singularity. In: Inventiones Mathematicae. Band 128, 1997, S. 443–479
- mit Jürgen Hausen: Polyhedral divisors and algebraic torus Actions. In: Math. Ann. Band 334, 2006, Nr. 3, S: 557–607, Arxiv
- P-resolutions of cyclic quotients from the toric viewpoint. In: Progress in Mathematics. Band 162: Singularities - The Brieskorn Anniversary Volume. Birkhäuser Verlag, 1998, S. 241–250
- One-parameter families containing three-dimensional toric Gorenstein singularities. In: Alessio Corti, Miles Reid: Explicit Birational Geometry of 3-Folds. London Mathematical Society Lecture Note Series, Band 281, Cambridge University Press, 2000, S. 21–50
- mit Jan Stevens: Cotangent cohomology of rational surface singularities. In: Invent. math. Band 138, 1999, S. 163–181
- mit Nathan Ilten, Lars Petersen, Hendrik Suess, Robert Vollmert: The geometry of T-varieties. In: Piotr Pragacz: Contributions to Algebraic Geometry. Impanga Lecture Notes, EMS 2012, S. 17–69